# Casa pictorului Moisei Gamburd
Casa pictorului Moisei Gamburd este un monument istoric și de arhitectură de însemnătate națională din orașul Chișinău. A fost construită la sfârșitul secolului al XIX-lea.

## Istorie

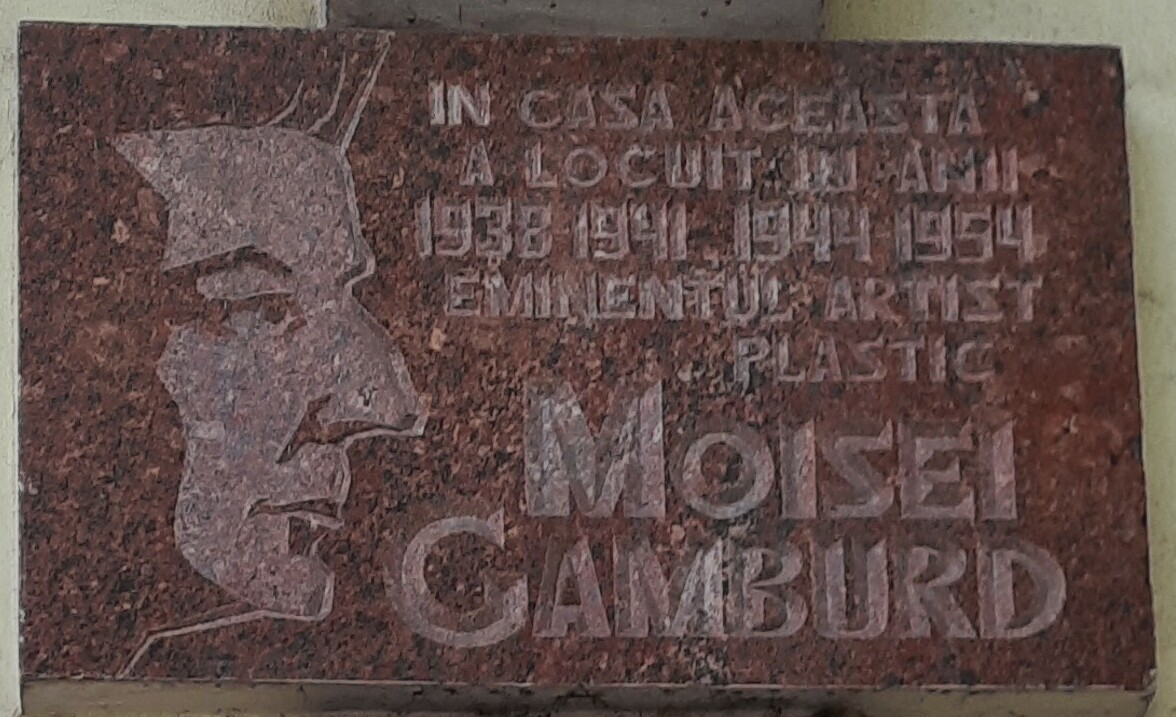
Placă comemorativă

Casa a fost construită la sfârșitul secolului al XIX-lea și aparținea negustorului Ivan Hristoforovivi Kubițky. La începutul secolului al XX-lea a fost cumpărată de I. I. Goldenberg, mai apoi de Isak Gamburd, tatăl pictorului Moisei Gamburd. Pe frontonul porticului cu două coloane a fost montată monograma din inițialele chirilice «И» („I”) și «Г» („G”).
Pe fațada casei este instalată o placă comemorativă, care consemnează că Moisei Gamburd a locuit aici în 1938-1941 și 1944-1954.

## Arhitectură
Arhitectura a fost soluționată în stil eclectic cu inspirație neoclasică. Casa este ridicată într-un parter pe un plan dreptunghiular și aliniată străzii. Fațada are șapte axe și o compoziție simetrică, cu un rezalit central, prin care are loc intrarea în clădire. Deasupra intrării se află un portic cu două coloane ale ordinului corintic, încununat de un fronton în segment de cerc cu racordări plastice. Paramentul parterului este neted, pe fundalul lui contrastează detaliile arhitectonice: pilaștrii corintici ridicate pe postamente, amplasate între ferestre; ancadramentele în componența cărora sunt incluse cornișele cu console; friza cu golurile de răsuflare a podului; cornișa. Interiorul a fost reconstruit pentru a servi ca încăpere comercială – farmacie, ulterior magazin.